# Шлаки в организме
Шла́ки в органи́зме (также распространён вариант «зашлако́ванность») — псевдонаучный термин, распространённый в альтернативной медицине, обозначающий вредные вещества из пищи и окружающей среды, накапливаемые в организме.
Представителями нетрадиционной медицины предлагается применять «очистку от шлаков» или «детоксикацию» для лечения различных болезней. Сторонники «теории зашлакованности» предлагают различные методики такой очистки, в том числе потенциально опасные для здоровья: голодание (Г. П. Малахов), клизмы, гидроколонотерапия и другие.
Учёные и организации здравоохранения подвергают резкой критике «концепцию зашлакованности» организма из-за отсутствия научного обоснования и доказательств её утверждений. Термин «шлаки» обычно так и остаётся неопределённым, механизм их накопления не разъясняется, а признаки других патологических процессов и состояний, как правило, выдаются за проявления накопления токсинов в организме пациента. Британская организация Sense about Science назвала некоторые детокс-диеты и коммерческие продукты «пустой тратой времени и денег», в то время как Британская ассоциация диетологов назвала эту идею «чушью» и «маркетинговым мифом».

## Историческая справка
Рассматривая традиционные индуистские методы лечения аюрведы, можно найти параллели между детоксикацией и практикой под названием «панчакарма» (санскр. पञ्च कर्म, «пять шагов (действий) [очищения]»). С другой стороны, возникновение практики детоксикации в западном мире восходит к гуморальной теории, в соответствии с которой практиковалось кровопускание, «пурификационные», «диуральные», «катаральные» средства для «очищения» организма от болезнетворных «гумор». Примерно тогда же возникли разнообразные гипотезы, согласно которым работа кишечника и почек заключается исключительно в накоплении токсинов и периодическом их выведении из организма, подобно канализационным системам. И далее, по аналогии, проводилась параллель между необходимостью периодической очистки канализационных путей от скопившейся на стенках грязи и необходимостью очистки организма от отходов жизнедеятельности. И хотя длительный запор и недостаточный диурез действительно являются патологическими процессами, связанными с задержанием продуктов жизнедеятельности организма, следует понимать, что «детоксикация» обычно подразумевает применение мочегонных и/или слабительных средств вне зависимости от наличия указанных патологий.
Термин «зашлакованность» возник по аналогии со шлаком на стенках доменных печей или топки, который обязательно образуется при циклах сгорания угля. Таким образом, «очистка от шлаков» подразумевает регулярную процедуру, подобную очистке печей от шлака. Впервые словосочетание «очистка от шлаков» ввёл в обиход немецкий врач начала XX века Отто Бухингер, подразумевавший под ним практику голодания.
Несмотря на то, что в доказательной медицине давно отвергнуты идеи детоксикации, представления о ней сохранилась в народной медицине и среди практиков альтернативной медицины. Представления о «внутреннем очищении», часто имеющие под собой религиозную основу, возродились вместе с бурным развитием альтернативной медицины в 1970-х и последующих годах; они остаются квазинаучными и анахроничными. Некоторые лидеры и участники движения защитников окружающей среды стали обосновывать полезность детокс-диет в рамках защиты своих политических идей.

## Концепция
Нет ясности как в определении групп веществ, обозначаемых как «шлаки», так и в отношении мер, которые следует считать «очисткой» от них. Под процедурами «очистки от шлаков» обычно понимают определённые меры, используемые в контексте альтернативной медицины, например, банки, кантаридные пластыри, клизмы, «лечение» потоотделением (в саунах и банях), приём слабительных и диуретиков, а также голодание. Некоторые сторонники «концепции зашлакованности» утверждают, что данные средства также могут удалять ртуть (например, из зубных пломб из амальгамы), вакцины или другие «шлаки».
В некоторых других концепциях под «шлаками» понимаются накапливающиеся в различных тканях организма вредные вещества, способные, таким образом, к биоаккумуляции. В этом случае вещества не строго отождествляются с токсинами, а объединяются под названиями, наделяемыми негативным контекстом, например, «консерванты», «Е-шки» (отсылка к международной классификации пищевых добавок, в которой нумерация начинается с шифра «E»), «канцерогены» и так далее. В таком случае происходит явное смешивание понятий или их подмена, поскольку эти группы соединений чрезвычайно сильно отличаются как по составу, так и по свойствам.

## Виды и практики детоксикации

### Детокс-диеты
Термином «детокс-диеты» обозначают такие диеты, которые, как утверждается, обладают эффектом детоксикации. В рамках «концепции зашлакованности» считается, что бо́льшая часть продуктов питания содержит загрязнители: ингредиенты, считающиеся ненужными для поддержания жизнедеятельности человека, такие как усилители вкуса, пищевые красители, пестициды и консерванты. Учёные и врачи, сторонники доказательной медицины, обычно рассматривают «детокс-диеты» как безвредные (если они не приводят к дефициту питательных веществ), но оспаривают их терапевтическое значение и необходимость из-за отсутствия данных, подтверждающих эффективность этих диет. Если человек страдает серьёзным заболеванием, то вера в эффективность детокс-диеты может привести к задержке или отказу от поиска эффективного лечения.
Детокс-диеты могут включать в себя потребление крайне ограниченного набора продуктов (только вода или сок — например, форма голодания, известная как «голодание на соке»), исключение некоторых продуктов и даже макронутриентов из рациона (например, жиров) или исключение обработанных пищевых продуктов. Детокс-диеты часто содержат большое количество клетчатки. Сторонники «концепции зашлакованности» утверждают, что это заставляет организм «сжигать» жиры, высвобождая накопленные в нём «токсины» в кровь, а далее они могут быть выведены через кожу, мочу, фекалии и через лёгкие посредством дыхания. По утверждению сторонников этой концепции, такие явления, как изменение запаха тела, ощущение лёгкости и другие, доказывают эффективность детокс-диет.
Общепринятая медицинская точка зрения состоит в том, что здоровый организм обладает механизмами детоксикации, необходимыми для выведения вредных веществ, появляющихся в организме при нормальной жизнедеятельности. Эти механизмы могут плохо или недостаточно быстро выводить некоторые вредные и опасные вещества, которые при нормальной жизнедеятельности обычно не попадают в организм (такие, как тяжёлые металлы, радиоактивные материалы, яды, асбест и т. п.), для их выведения также неэффективны и «детокс-диеты». В краткосрочной перспективе детокс-диеты могут привести разве что к снижению веса из-за строгого ограничения калорийности. Однако после возвращения к обычному питанию может наблюдаться увеличение веса. Хотя кратковременное голодание в течение одного дня вряд ли причинит вред, длительное голодание (как рекомендуется в рамках некоторых детокс-диет) может иметь опасные последствия для здоровья или даже привести к летальному исходу.
Врач-терапевт высшей квалификационной категории токсиколог и научный журналист А. В. Водовозов отмечает, что различные диеты, обозначаемые как «диеты для очистки от шлаков», в реальности создают лишь видимость очистительной процедуры. Например, популярный в народе метод «чистки» печени в домашних условиях, предполагающий приём на ночь оливкового масла и лимонного сока (по П. Брэггу), после чего наутро должны выходить «камни», якобы жёлчные или каловые. На самом деле после подобной «диеты» организм покидает смесь слизи, непереваренного масла и жёлчных пигментов, обработанных лимонным соком.

### Очищение толстой кишки
Очищение толстой кишки включает в себя введение клизмы, содержащей немного хлорида натрия, а иногда экстракты кофе или других трав для удаления остатков жизнедеятельности, которые, по мнению сторонников, остаются в толстой кишке, вызывая неспецифические симптомы и общее недомогание. В то же время здоровому человеку, не имеющему проблем с перистальтикой кишечника, нет необходимости очищения толстого кишечника от фекалий — продукты жизнедеятельности своевременно и полностью покидают организм через естественный акт дефекации.
Кроме того, данный метод может быть потенциально опасным в применении, поскольку может сам по себе вызывать негативные симптомы и патологии — электролитный дисбаланс вследствие несбалансированного электролитного состава промывающей жидкости, что при длительном применении может перейти в почечную недостаточность; перфорацию прямой кишки, поскольку из-за неравномерного наполнения полостей кишечника жидкостью возможно локальное травматическое растяжение или разрыв; заражение кишечника опасной для человека микрофлорой через нестерильные растворы вплоть до амёбиаза. Применение настоев и отваров некоторых трав в качестве промывающей жидкости может приводить к апластическим анемиям и токсическому поражению печени.
Регулярная принудительная очистка толстого кишечника клизмой или слабительными в некоторых случаях могут вызвать повышенное выделение слизи и усиление перистальтики, которые приводят к недостаточному перевариванию химуса и к неудовлетворительной консистенции образующихся фекальных масс. Вышедшие после дефекации каловые массы неестественного цвета и консистенции могут субъективно восприниматься практикующим как «выведенные шлаки» или «застрявшие остатки пищи», что может впоследствии перейти в порочный круг — человек начинает всё больше и больше применять слабительные и клизму.

#### Очистка сорбентами
Очистка кишечника активированным углём в альтернативной медицине, также известная как «угольный детокс», или другими сорбентами предполагает регулярный их приём, что, по мнению сторонников, приводит к выведению токсинов, очищению организма, повышению «жизненного тонуса» и осветлению кожи. И хотя применение различного рода сорбентов (например, полиметилсилоксана полигидрата) действительно имеет доказательную базу при некоторых состояниях ЖКТ (синдром раздражённого кишечника, диарея и так далее), тем не менее в понимании практиков очистки от шлаков постулируется наличие неких токсинов в ЖКТ даже без наличия этих патологий. При этом многие сорбенты могут сорбировать на себя витамины, нутриенты и лекарства (в случае прохождения медикаментозного лечения), которые присутствуют в желудочно-кишечном тракте, что делает его регулярное неумеренное употребление внутрь здоровым человеком (или пациентом с назначенным лечением) неоправданным и опасным, поскольку может вызвать дефицит данных компонентов.

### Очистка путём усиленного потоотделения
В данном случае утверждается, что интенсивные физические упражнения, длительное нахождение в банях и саунах и другие способы усиления потоотделения приводят к «сжиганию» жировой ткани, в которой якобы накапливаются предполагаемые «токсины». Часто эта практика сочетается с весьма обильным питьём воды (свыше трёх литров в сутки), которое, по мнению сторонников, должно приводить к «выведению выделяющихся из жировой ткани токсинов» через мочу. При этом сторонники подобных практик практически никогда не уточняют, какие именно группы «токсинов» должны выделяться из жировой ткани и каким образом они могут там появиться. Их нахождение там либо просто постулируется, либо изредка называются «продуктами метаболизма» или «экзогенными токсинами» без уточнения их биохимической природы. Субъективное ощущение лёгкости и расслабления после подобных процедур выдаётся за результат выведения «токсинов». Тем не менее, подобные эффекты происходят по совсем иным причинам — так, при физических упражнениях накапливающаяся усталость мышц приводит к ответной реакции организма, их расслаблению и снятию напряжения; в жарких банях и саунах достаточно сильно повышается кровяное давление, которое закономерно понижается при возвращении в обычное помещение, что субъективно воспринимается как расслабление.
Если умеренные физические упражнения и адекватное посещение бань и саун действительно могут улучшить физическое состояние (пусть и по совсем иным причинам, не связанным с выведением «токсинов»), то занятие подобными процедурами исключительно для потоотделения могут представлять опасность. Поскольку интенсивность потоотделения сугубо индивидуальна, человек в попытках достичь определённого количества выделенного пота может подвергнуть риску своё здоровье неумеренными физическими нагрузками и, что более опасно, долгим нахождением в жарких банях и саунах. Чрезвычайно обильное питьё воды в попытках вывести «токсины» через мочу также может привести к негативным последствиям, такими как гипонатриемия.

### Очистка от тяжёлых металлов
Практики детокс-терапии иногда советуют удалять зубные пломбы для выведения тяжёлых металлов из организма, несмотря на то что большинство современных пломб изготавливаются без применения ртути и других тяжёлых металлов. В исследовании, опубликованном в Quackwatch, говорится, что «удаление хороших пломб — это не просто пустая трата денег… в некоторых случаях это может привести к потере зубов, потому что, когда пломбы высверливаются, вместе с ними удаляется часть окружающей ткани зуба».
В некоторых случаях сторонники концепции «зашлакованности» заявляют о поступлении в организм тяжёлых металлов через инъекции (в том числе вакцины), хирургические шовные материалы (особенно хромированный кетгут), металлические конструкции и другие. В таком случае под «шлаками» имеются в виду тяжёлые металлы, способные, по мнению сторонников, к биоаккумуляции в тканях организма. «Очистка», таким образом, заключается, собственно, не в их выведении, а в отказе от медицинского вмешательства (например, от прививок, хирургических операций, приёма препаратов и т. д.). В качестве аргумента часто приводится тиомерсал, который используется как консервант в некоторых вакцинах и якобы приводит к увеличению риска возникновения аутизма у детей. В настоящее время установлено, что никакой связи между развитием аутизма и наличием тиомерсала в прививках нет. Концентрация тиомерсала в вакцинах строго контролируется и на несколько порядков меньше, чем необходимо для оказания токсического эффекта и биоаккумуляции. Так, в одной стандартной прививочной дозе содержится 50 мкг тиомерсала (из которых на чистую ртуть приходится примерно 24,8 мкг). По данным ВОЗ, человек ежедневно получает в среднем 2,4 мкг ртути ежедневно (главным образом с пищей, с питьевой водой и с вдыхаемым воздухом). Таким образом, поступление ртути от одной стандартной прививочной дозы эквивалентно примерно 10 дням обыкновенного поступления ртути в организм. Кроме того, поступление ртути из некоторых так называемых «полезных» продуктов происходит в дозах иногда гораздо бо́льших, чем в вакцинах: в консервированном тунце содержится 560 мкг/кг, в жареном палтусе — 188 мкг/кг, в варёном лососе и креветках — 15 мкг/кг.

#### Хелатная терапия
В контексте альтернативной медицины утверждается, что приём некоторых комплексообразующих соединений (хелатирующих агентов) может предотвратить или лечить различные заболевания, включая болезни сердца и аутизм. Предполагается, что хелатирующие агенты прочно связывают ионы тяжёлых металлов, содержащихся в тканях организма, в комплексы (хелаты), что приводит к их выведению из организма. Однако до сих пор не приведено никаких доказательств того, что данная терапия может оказать терапевтический эффект при данных заболеваниях. Более того, применение данных препаратов здоровыми людьми может привести как раз к повышению концентрации тяжёлых металлов в моче и крови, поскольку хелатирующие агенты способствуют их лучшей сорбции в кишечнике из поступающей пищи, нежели при обычном питании. Если после их применения будет выявлено повышенное содержание тяжёлых металлов (например, при анализе мочи), то это может потенциально привести к назначению лечащим врачом неподходящего и ненужного лечения, или к увеличению дозировки хелатирующих агентов самим пациентом, что может привести к порочному кругу.
В связи с распространением хелатной терапии в альтернативных медицинских практиках, многие надзорные органы здравоохранения ограничивают продажу препаратов, содержащих хелатирующие агенты. В доказательной медицине эффективность хелатной терапии показана только в случае лечения отравления тяжёлыми металлами (например, свинцом, ртутью, кадмием и другими). Для всех остальных случаев применение хелатной терапии безосновательно.

### Устройства «дезинтоксикации»
Сторонниками «концепции зашлакованности» рекламируются определённые устройства, которые якобы выводят токсины из организма. Одно из таких устройств представляет собой ванночку для ног с использованием слабого электрического тока, другое — небольшие липкие подушечки, накладываемые на кожу (обычно на ступню). В обоих случаях выделение предполагаемого коричневого «токсина» происходит с небольшой задержкой. В случае с ванночкой для ног «токсин» на самом деле представляет собой небольшое количество ржавого железа, выделяющегося из электродов при окислении железа под действием электрического тока, а липкие подушечки меняют свой цвет из-за окисления ингредиентов подушечек в ответ на влажность кожи. В обоих случаях одни и те же изменения цвета происходят независимо от того, соприкасается ли вода или пластырь с кожей (чтобы произошли такие изменения цвета, требуется только влага, и это доказывает, что изменение цвета не является результатом какого-либо процесса детоксикации организма).

### Детокс-препараты
Вкупе с детокс-диетами сторонники «концепции зашлакованности» предлагают специализированные препараты «дезинтоксикации», которые могут быть как настоящими лекарствами (например, диуретики и слабительное), так и БАДами различного происхождения или вовсе препаратами сомнительного происхождения и свойства. Последние два варианта чаще всего сочетаются с рекламой продукции компаний, занимающихся сетевым маркетингом в сфере пищевых добавок. Данные фирмы также могут активно пропагандировать «очистку от шлаков», предлагая для этого свою продукцию.
Подобные препараты чаще всего представляют собой таблетки или капсулы для перорального употребления, реже встречаются растворы для приёма внутрь и ректальные (вагинальные) свечи. Состав продукта может очень широко варьироваться — от высушенной зелёной массы каких-либо растений (или их экстрактов) до полного отсутствия предполагаемого действующего компонента как такового (см. Гомеопатия).
Такая практика очистки от шлаков содержит в себе наиболее явную коммерческую составляющую, поскольку предполагает рекламу и продажу продукции конкретных фирм. Те, в свою очередь, могут вносить существенный вклад в формирование подобных псевдонаучных концепций с целью реализации своего товара, создавая специализированные сайты и блоги в интернете, где повествуется о причинах и последствиях «зашлакованности» организма, объясняется польза применения детокс-препаратов.

## Критика

### Несостоятельная научная база
Авторы обзора клинических данных о детокс-диетах, проведённого в 2015 году, пришли к выводу: «В настоящее время нет убедительных доказательств в поддержку использования детокс-диет для контроля веса или выведения токсинов. Принимая во внимание финансовые затраты для потребителей, необоснованные заявления и потенциальные риски для здоровья, связанные с детокс-продуктами, они не должны применяться медицинскими работниками и должны подлежать независимой нормативной проверке и мониторингу». Бо́льшая часть существующих исследований по «детоксикации» основана на экспериментах на животных, которые не были воспроизведены на людях. Хотя некоторые исследования показали положительные результаты в отношении снижения веса и жира, резистентности к инсулину и снижению артериального давления, данные исследования имеют низкое качество, некорректную постановку исследования (например, отсутствие групп сравнения), малое количество участников и отсутствие должного рецензирования. Никаких исследований долгосрочных последствий таких методик «детоксикации» не проводилось.
Продукты и диеты для «детоксикации» и всевозможные «методики» по очищению организма от токсинов подвергаются критике по причине отсутствия доказательной базы, в частности из-за неверной предпосылки о якобы существующих и накапливающихся «токсинах», а также из-за подмены понятий — существует доказанная научная концепция о процессе детоксикации, то есть внутренних механизмах разрушения и обезвреживания различных токсических веществ в организме, которая не имеет ничего общего с «детоксикацией» из альтернативной медицины. По данным клиники Майо, понятие «токсинов» обычно остаётся неуточнённым, и у пациентов, получающих такое «лечение», практически невозможно найти признаки накопления и выведения токсинов. Согласно информационному бюллетеню Британской ассоциации диетологов (BDA), «Вся идея детоксикации — ерунда. Организм — это хорошо развитая система, которая имеет свои собственные встроенные механизмы для детоксикации и удаления отходов и токсинов». В отчёте The Voice of Young Sciences делается вывод, что термин «детоксикация» используется различными медицинскими фирмами по-разному, большинство из них не предоставили никаких доказательств в поддержку своих утверждений. С другой стороны, в организме человека существуют эффективные системы детоксикации, самостоятельно справляющиеся с токсическими метаболитами.
Несмотря на отсутствие научного обоснования, концепция очистки организма от «шлаков» остаётся популярной в некоторых кругах, а продажа средств для «детоксикации» достаточно прибыльна. Как и в случае с некоторыми другими альтернативными методами лечения, её предполагаемая эффективность объясняется астротурфингом, эффектом плацебо, психосоматическими улучшениями или естественным выздоровлением от болезни, которое произошло бы и без такого «лечения».

### В России
Концепция шлаков в организме скептически воспринимается и российским научным сообществом. Доктор медицинских наук профессор кафедры гигиены питания и токсикологии Первого московского государственного медицинского университета имени И. М. Сеченова Минздрава России, сотрудник НИИ питания РАМН Б. П. Суханов и кандидат медицинских наук заведующий отделением Клиники лечебного питания НИИ питания РАМН А. М. Кочетков указывают на отсутствие корректных доказательств существования шлаков (в том смысле, который вкладывается в это понятие сторонниками концепции о необходимости «очистки») как таковых. Сторонники «теорий очищения» и продавцы средств «для очистки организма» просто постулируют существование шлаков, не утруждаясь доказательствами. И хотя здоровый организм действительно может накапливать некоторые опасные вещества в тканях организма, всё же они не имеют отношения к «шлакам» из детокс-теорий, а для их выведения любые способы «очистки от шлаков», такие как голодание, приём БАД, и иные практики альтернативной медицины, пропагандируемые сторонниками данных концепций, неэффективны.